# Самарский сельский совет (Петропавловский район)
Самарский сельский совет (укр. Самарська сільська рада) — входит в состав
Петропавловского района
Днепропетровской области
Украины.
Административный центр сельского совета находится в 
с. Самарское.

## Населённые пункты совета
- с. Самарское
- с. Васюковка
- с. Луговое